# Waldhummel
Die Waldhummel (Bombus sylvarum), auch Bunthummel oder Bunte Hummel genannt, ist eine staatenbildende Insektenart, die zur Gattung der Hummeln gehört.

## Vorkommen

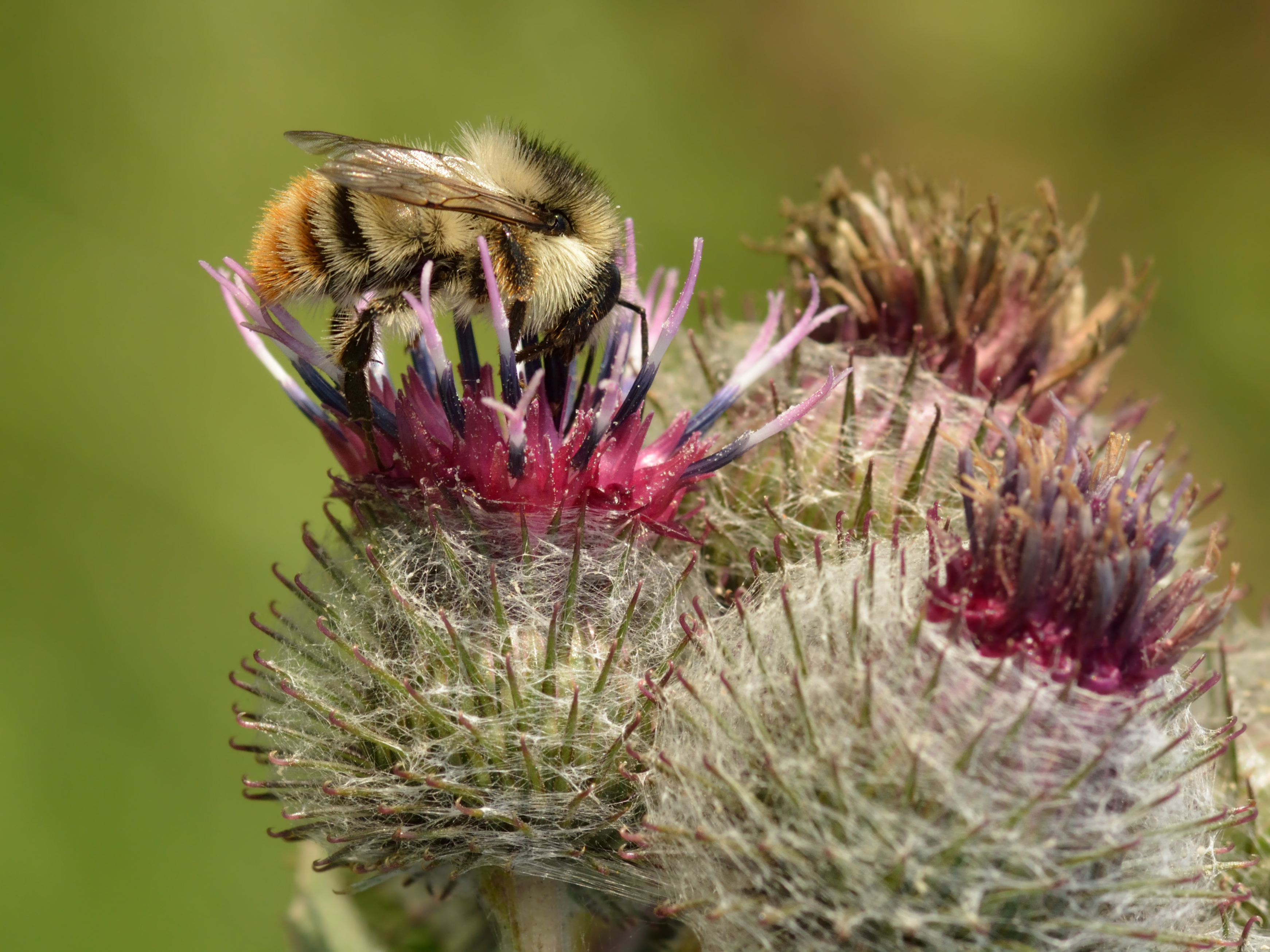
Waldhummel auf Filz-Klette

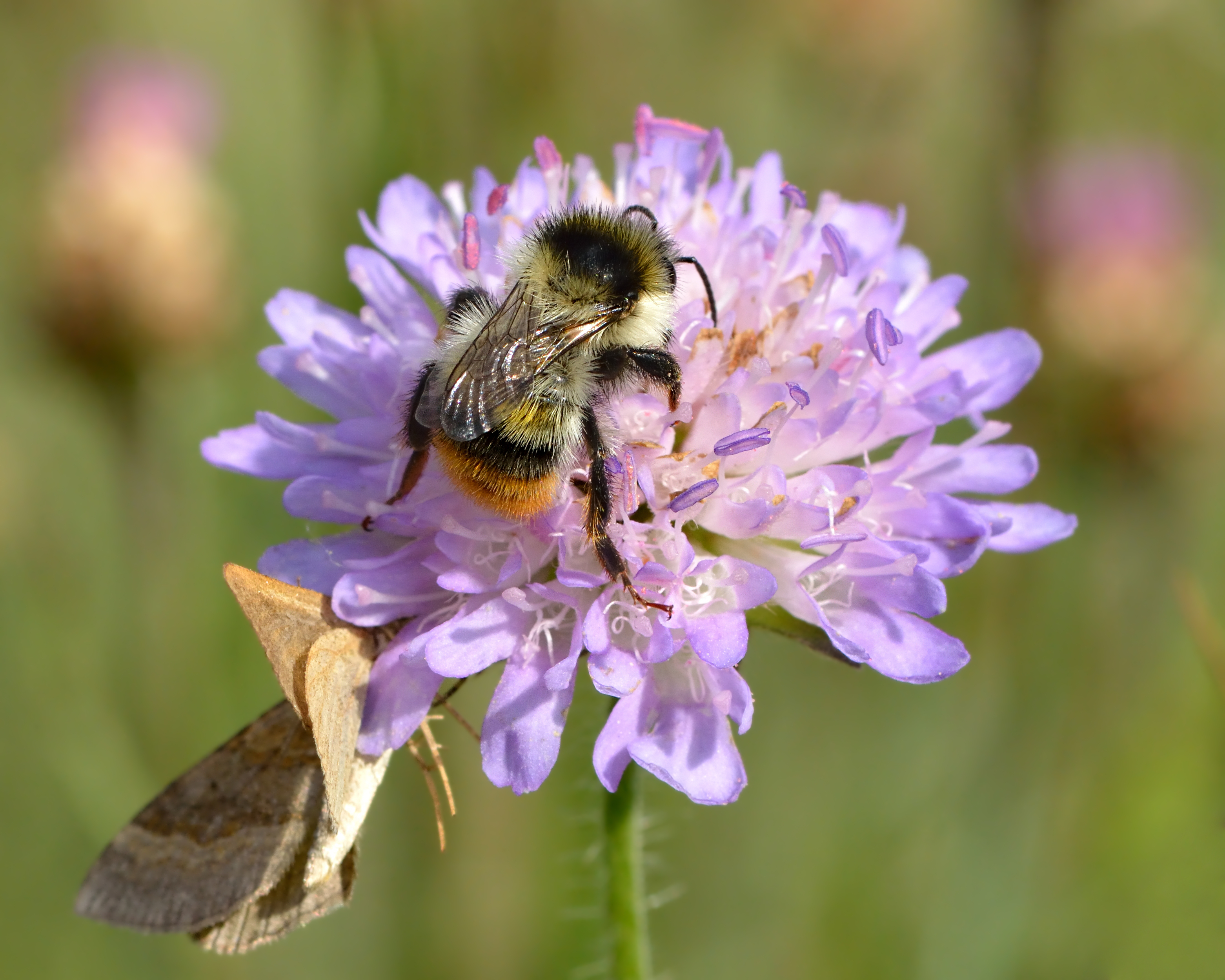
Drohn auf Acker-Witwenblume

Die Waldhummel ist in ganz Europa bis zum südlichen Fennoskandinavien verbreitet, sie kommt in ganz Deutschland vor, ist im Norden allerdings seltener. Der Name „Waldhummel“ ist insofern irreführend, als sie gerade nicht im Wald lebt. Sie bewohnt Waldränder, parkartiges Terrain, einschließlich Gärten, (Streuobst-)Wiesen, Gräben und Böschungen. Sie bevorzugt das Flachland, kommt aber in Gebirgen bis zu Höhen von 1400 m vor.

## Aussehen
Waldhummeln zeigen pastellfarbene Gelb-, Braun- und Orangetöne, weisen aber weniger starke Farbkontraste auf als andere Hummelarten. Auf dem dunklen Thorax weisen sie kopfnah und hinten zwei braungelbliche Querbinden auf, haben eine helle gelblichgraue Thorax-Unterseite. Der Hinterleib ist in der vorderen Hälfte schwarz und in der hinteren orange behaart und trägt an den Segmenthinterrändern weiße bis hellgraue Haarbinden. Der Kopf ist lang. Arbeiterinnen sind 10–15 mm, Drohnen 12–14 mm und die Königin 16–18 mm lang. Die Flügelspannweite beträgt bei der Königin 29–32 mm, bei der Arbeiterin 21–27 mm und der Drohne 23–26 mm. Die Länge des Rüssels beträgt bei der Königin 12–14 mm, der Arbeiterin 10–12 mm und der Drohne 9–11 mm. Königin und Arbeiterinnen zeigen einen scheinbar nervösen Flug.
Königin und Arbeiterinnen verfügen über einen auffallend hohen und kräftigen Summton.

## Nahrung
Die Nahrung der Waldhummeln besteht aus dem Nektar und den Pollen verschiedener Pflanzen.

## Lebensweise
Die Lebensdauer eines Waldhummelvolkes beträgt weniger als ein Jahr; es überwintert nur die begattete Königin. Ab Anfang April beginnt die Flugzeit der Königin; ab Mai erscheinen die Arbeiterinnen. Die Jungköniginnen der Waldhummeln fliegen ab Ende Juli und Drohnen ab Mitte Juli. Die Flugzeit dauert bis Ende Oktober. Nester der Waldhummeln finden sich oft unterirdisch in Mäusenestern, aber auch oberirdisch in der Krautschicht, unter Grasbüscheln, in Eichhornkobeln. Ein Waldhummelvolk besteht aus etwa 80 bis 150 Tieren und einer Königin. Sie zählen zu den Pocketmakern.